# Arbore Merkle
În criptografie și informatică, un arbore hash sau arbore Merkle este un arbore în care fiecare nod frunză este etichetat cu hashul criptografic al unui bloc de date și fiecare nod non-frunză este etichetat cu hashul criptografic al etichetelor nodurilor sale copil.
Conceptul a fost denumit după Ralph Merkle, care l-a patentat în anul 1979.